# Wasusa
Die Wasusa (russisch Вазуза) ist ein 162 km langer rechter Nebenfluss der Wolga im europäischen Teil Russlands.

## Verlauf
Die Wasusa entspringt unweit des Dorfes Drobyschi im nördlichen Teil der Smolensker Höhen im Nordosten der Oblast Smolensk. Von dort fließt sie in Richtung Norden durch die von Wäldern und Äckern geprägte Landschaft.
Etwa auf der Hälfte ihrer Fließstrecke erreicht die Wasusa die Kleinstadt Sytschowka. Wenig später beginnt der Rückstau des Wasusastausees (russisch Вазузское водохранилище) (⊙). Der Fluss ist hier auf 77 km zu einem Stausee von rund 97 km² Fläche aufgestaut. Der Stausee erstreckt sich bis in die südliche Oblast Twer.
Rund 2 km südwestlich der Stadt Subzow endet der Stausee. In Subzow mündet die Wasusa schließlich in die Wolga. Der Fluss und der Stausee sind als Ausflugsziel sehr beliebt.
Die Wasusa ist durchschnittlich von November bis in den April gefroren.